# Estación de Novosibirsk
Novosibirsk-Glavnyy (del ruso: Новосибирск-Главный) es la principal estación de ferrocarril de Novosibirsk, Rusia y uno de los principales nudos ferroviarios de Siberia, sede de la línea ferroviaria de Siberia Occidental y una de las estaciones con parada más importante del ferrocarril Transiberiano. La estación fue inaugurada en 1894, cubre un área de cerca de 29 mil metros cuadrados y tiene capacidad para 3 900 pasajeros. Desde Novosibirsk-Glavnyy parten trenes a las principales ciudades rusas, especialmente de Siberia y el Lejano Oriente, así como destinos internacionales a Pekín, Ulán Bator, Minsk o Taskent.
La plaza de la Estación fue renombrada en 1956 en honor de Nikolai Garin-Mijailovski, uno de los padres arquitectos del ferrocarril siberiano. En la misma plaza se encuentra la estación Garin-Mijailovski del Metro de Novosibirsk.